# Xiang Lanxin
Xiang Lanxin en chino, 相蓝欣; pinyin, Xiāng Lánxīn, (Nankín, 1956) es un erudito chino experto en relaciones internacionales y la historia de China moderna. Su trabajo se centra en la historia y la seguridad en Asia Oriental, y en la gobernabilidad y la democracia china.

## Trayectoria
Xiang nació en Nankín, Jiangsu en 1956. Asistió a la universidad en la Universidad de Fudan en Shanghái antes de mudarse a los Estados Unidos para obtener una maestría y un doctorado de la Escuela de Estudios Internacionales Avanzados Paul H. Nitze en 1990. Comenzó a trabajar como profesor en el Instituto de Graduados de Estudios Internacionales y de Desarrollo de Historia y Política Internacional en Ginebra, Suiza, en 1996. Xiang ha pasado la mayor parte de su carrera trabajando fuera de China, aunque todavía mantiene la ciudadanía china.
Xiang es catedrático de universidad de política de seguridad, en la Universidad de Ciencias Políticas y Derecho de Shanghái y director del centro de estudios de seguridad Iniciativa de la Franja y la Ruta en el Instituto Nacional de China para el intercambio internacional y la cooperación judicial de la OCS, Shanghái. Su ámbito de investigación incluye las relaciones de China con las grandes potencias. Ha publicado varios libros, entre ellos The Quest for Legitimacy in Chinese Politics: A New Interpretation, en el año 2019, Recasting the Imperial Far East: Britain and America in China, 1945–50 en el año 2016, o uno de sus últimos trabajos, El mundo de Xi y el futuro de China.

## Puntos de vista
Xiang cae dentro del espectro liberal de los pensadores políticos chinos. Se considera patriota, pero también es crítico con el gobernante Partido Comunista de China (PCCh) y cree que el país debería abrazar la democracia. En su libro La búsqueda de la legitimidad en la política china, una nueva interpretación, comparó el liderazgo del PCCh con los zares de Rusia que condujeron a la Revolución de Octubre, "con charlatanes y aduladores corriendo enloquecidos". Xiang también es muy crítico con Montesquieu y su visión de la democracia, que considera racista e ignorante de las estructuras históricas de poder y gobierno de China. Xiang, en cambio, aboga por una visión de la democracia basada en el confucianismo y la democracia directa.
Xiang argumenta que China tenía un sistema de gobierno relativamente estable ridiculizado por muchos pensadores europeos, como Montesquieu, Marx, Hegel y Adam Smith, quienes entendían a Asia solo como un ejemplo negativo, indigno de estudio por derecho propio.
Xiang es crítico con la "diplomacia del guerrero lobo", el apodo dado a un comportamiento diplomático más agresivo y conflictivo por parte de la República Popular China en el siglo XXI, que considera improductivo y resultado de la influencia del libro de Martin Jacques Cuando China gobierna el mundo.
Además de libros y artículos de investigación, publica artículos en revistas de difusión internacionales. Sobre el conflicto de Ucrania de febrero de 2022 ha publicado escritos como el de título “La Invasión rusa de Ucrania (2022-presente) no tiene justificación, pero sí causas” en el periódico español La Vanguardia.

## Obras seleccionadas
- 2016 Recasting the Imperial Far East: Britain and America in China, 1945–50.[10]
- 2019 The Quest for Legitimacy in Chinese Politics — A New Interpretation[11]
- 2020 Xi’s World and China’s Future.[12][13]